# Ле-Марс (Айова)
Ле-Марс (англ. Le Mars) — город в США, административный центр округа Плимут штата Айова. Население — 10 571 человек (2020).

## География
Ле-Марс расположен по координатам 42°46′53″ с. ш. 96°10′24″ з. д. (42.781514, -96.173311). По данным Бюро переписи населения США в 2010 году город имел площадь 23,22 км², из которых 23,20 км² — суша и 0,02 км² — водоёмы.

## Демография
| Год переписи                          | Нас.  |  | %±    |
| ------------------------------------- | ----- |  | ----- |
| 1890                                  | 4036  |  | —     |
| 1900                                  | 4146  |  | 2,7%  |
| 1910                                  | 4157  |  | 0,3%  |
| 1920                                  | 4683  |  | 12,7% |
| 1930                                  | 4788  |  | 2,2%  |
| 1940                                  | 5353  |  | 11,8% |
| 1950                                  | 5844  |  | 9,2%  |
| 1960                                  | 6767  |  | 15,8% |
| 1970                                  | 8159  |  | 20,6% |
| 1980                                  | 8276  |  | 1,4%  |
| 1990                                  | 8454  |  | 2,2%  |
| 2000                                  | 9237  |  | 9,3%  |
| 2010                                  | 9826  |  | 6,4%  |
| 2020                                  | 10571 |  | 7,6%  |
| 1890–2020 Десятилетняя перепись в США |       |  |       |

Согласно переписи 2010 года, в городе проживало 9826 человек в 4013 домохозяйствах в составе 2593 семей. Плотность населения составляла 423 человека/км². Было 4220 квартир (182/км²).
Расовый состав населения:
| - 94,2 % — белых - 0,7 % — азиатов - 0,5 % — чёрных или афроамериканцев - 0,3 % — коренных американцев - 2,9 % — лиц других рас |

К двум или более расам принадлежало 1,3 %. Доля испаноязычных составила 5,4 % всего населения.
По возрастному диапазону население распределялось следующим образом: 25,9 % — лица младше 18 лет, 57,3 % — лица в возрасте 18-64 лет, 16,8 % — лица в возрасте 65 лет и старше. Медиана возраста жителя составила 39,2 года. На 100 человек женского пола в городе приходилось 94,0 мужчин; на 100 женщин в возрасте от 18 лет и старше — 88,6 мужчин также старше 18 лет.
Средний доход на одно домашнее хозяйство составил 60 823 доллара США (медиана — 50 283), а средний доход на одну семью — 75 100 долларов (медиана — 71 031). Медиана доходов составляла 46 219 долларов для мужчин и 34 087 долларов для женщин. За чертой бедности находилось 9,5 % человек, в том числе 9,5 % детей в возрасте до 18 лет и 8,4 % лиц в возрасте 65 лет и старше.
Гражданское трудоустроенное население составляло 5200 человек. Основные отрасли занятости: производство — 25,3 %, образование, здравоохранение и социальная помощь — 21,7 %, розничная торговля — 12,3 %, искусство, развлечения и отдых — 6,8 %.